# SMS Hessen
Az SMS Hessen a Német Birodalmi Haditengerészet Braunschweig osztályú csatahajója volt. 1902-ben bocsátották vízre és 1905-ben állt hadrendbe.
Az első világháború idején után a németek partvédő hajóként alkalmazták. A testvérhajóival a IV. flottaegység tagja volt. A jütlandi csatában a II. flottaegység tagja volt. 1917-ben a szolgálatból kivonták.
Az SMS Hessen egyike volt azoknak a hajóknak, amit Németország megtarthatott az első világháború után.
A második világháború után a Szovjetunióba szállították és 1960-ban szétbontották.